# Divjak
Divjak (en cyrillique : Дивјак) est un village de Bosnie-Herzégovine. Il est situé dans la municipalité de Vitez, dans le canton de Bosnie centrale et dans la fédération de Bosnie-et-Herzégovine. Selon les premiers résultats du recensement bosnien de 2013, il compte 1 404 habitants.
Avant 1991, le village était rattaché à Mali Mošunj et à Vitez ; depuis 1991, il est recensé comme une entité administrative à part entière.

## Géographie
Le village est situé au nord-ouest de Vitez, au bord de la rivière Lašva, un affluent gauche de la Bosna.

## Démographie

### Évolution historique de la population dans la localité
| 1948 | 1953 | 1961 | 1971 | 1981 | 1991  | 2013  |
| ---- | ---- | ---- | ---- | ---- | ----- | ----- |
| -    | -    | -    | -    | -    | 1 089 | 1 404 |

|  |